# 블레넘궁
블레넘 궁(Blenheim Palace, IPA: [ˈblɛnəm])은 영국 옥스퍼드셔주 우드스톡에 위치한 궁전이다. 블레넘 궁은 영국 내에서 유일하게 주교령 하의 저택이 아니면서도 궁전의 명칭을 유지하고 있는 곳이다. 영국에서도 가장 큰 궁전 중 하나로 손꼽히며 1705년에서 1722년 사이에 지어진 것으로 본다.
궁전의 건설은 원래 제1대 말버러 공작 존 처칠에게 바칠 헌납품으로 지어졌다. 프랑스와의 전쟁에서 승리한 공을 치하하고자 계획된 것이었다. 하지만 건설 계획은 신하들 사이에 벌인 정치적인 문제로 치부되어 말보로 전역에서 정치적 싸움이 난무하는 상황이 벌어지고 말았다. 끝내 존 경의 명예에 흠집이 생기고 건축을 맡은 존 밴브로 경의 명예에는 치욕적인 상처를 남기고 말았다. 그럼에도 줄곧 처칠 가의 저택으로서의 면모를 유지하고 있다.
궁전의 건축 양식은 영국식 바로크 양식으로 지어졌으며 현재까지도 1720년대의 건축 양식을 상당히 잘 유지하고 있다. 귀족 가문의 저택 모습을 잘 보여주고 있으며 국가적으로도 중요한 재산으로 평가 받고 있다. 또한 영국 총리를 지냈던 윈스턴 처칠 수상이 태어난 곳으로도 아주 유명하다.

## 부지

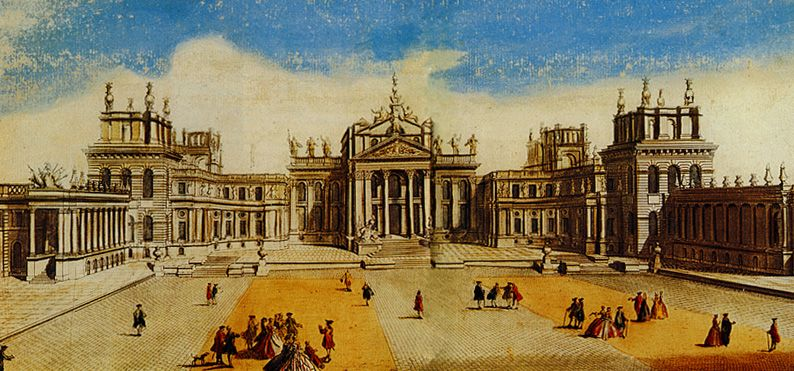
블레넘 궁을 화폭에 담은 판화

블레넘 궁의 부지는 이전에도 우드스톡의 궁전이라는 이름으로 불리는 건물이 있던 곳이다. 예전의 이곳은 궁전이라기보다는 사냥할 때 머무는 곳 정도였다. 전해지는 얘기로는 헨리 1세가 이곳에 머물게 되면 주위의 공원 인근을 모두 잠가 사슴이 도망가지 못하게 했다고 한다. 자세히 전해지는 문헌은 없지만 추측컨대 엘리자베스 1세 대까지 사냥 장소로 쓰이던 우드스톡 궁전은 수차례 보수공사를 거쳤다. 가장 특기할 만한 역사적 사건은 메리 여왕에 의해 훗날 즉위할 엘리자베스 1세가 이곳에 구금된 것이다. 그녀의 구금은 1년 여 정도였으며 영국의 시민 혁명 당시 크롬웰의 군대에 의해 폭격을 당해 자취가 사라져버렸다.
파괴된 이후 존 공작이 궁전 인근 부지를 다시 다지고 가꾸면서 처참한 모습이 없어지고 영지로서의 면모를 갖추게 되었다.

## 건축

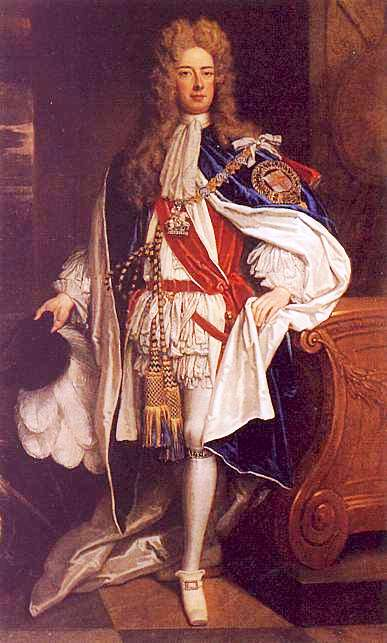
말보로의 존 처칠 공작 1세

역사적으로도 주목 받았던 블레넘 궁의 건축 계획은 시작부터 논쟁이 있었다. 사실 공작 부인은 성 바울 성당을 비롯해 수많은 걸작을 지은 크리스토퍼 웬 경에게 궁전 건축을 맡기고자 했지만 공작은 그렇지 않았다. 공작은 존 밴브로를 몇 번 만난 다음 그에게 건축을 맡겨버린 것이다. 사실 그는 아주 숙련된 건축가가 아니어서 대개 니콜라스 혹스무(Nicholas Hawksmoor)와 함께 작업하였다. 두 사람은 당시로서는 최신식 바로크 양식의 성을 완성하였다. 당시 말보로 지역을 비롯해 인근에는 유럽 대륙의 바로크 양식을 표방한 건물이 전무했기에 주목을 끈 것은 당연한 일이었다.
하지만 밴브로가 생각했던 것처럼 블레넘 궁이 그에게 장밋빛 명성을 안겨준 것은 결코 아니었다. 처음에는 자금 문제로 빚어진 비난이 나중에는 건축 전면과 디자인에 대한 비난을 몰고 온 것이다. 이런 비난은 위그 파의 내분 양상과 어느 정도 연관이 되어 있었고 밴브로는 어떤 옹호자도 찾을 수 없었다. 더군다나 공작 부인이 그를 고용하길 전혀 원치 않았기에 그녀는 모든 수위에서의 비난을 일삼았다.
공작은 국가적으로 주목을 끌 수 있는 세기의 건축품을 원했지만 공작 부인은 단순히 그것만을 원한 것이 아니었다. 가정으로서 저택으로서의 건축을 원한 것이다. 그러나 이것은 밴브로의 실책이 아니라 18세기의 건축에 있어 상당히 동떨어진 공작 부인의 생각이었다. 마침내 그녀는 밴브로와 담판을 짓기로 한다. 건축에 착수한 이후 얼마 동안 그녀의 남편은 군인으로서 자주 집을 비웠던 것이다. 결국 그녀는 건축가가 바라던 계획을 모두 없애버렸다.
그녀는 밴브로의 공사 출입을 완전히 금지시켜버렸다. 1719년에 공작부인이 잠시 집안을 비운 사이 그는 몰래 건축 장소를 방문했다. 하지만 그 이후로 그는 결코 저택에 들어오지 못했다. 1725년에는 카리슬레 경과 아내와 함께 방문하려 했으나 정원에 발조차 들여놓지 못하고 쫓겨나는 수모를 겪었다. 사실상 건축은 그의 파트너였던 니콜라스가 완성하였다.

## 건축 양식

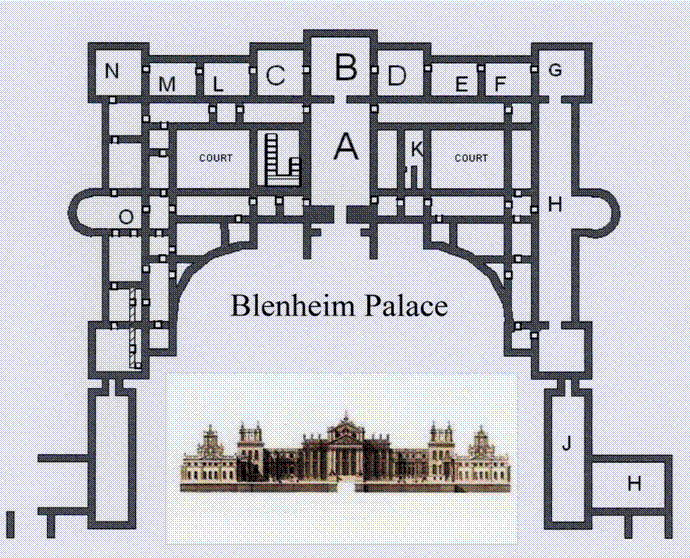
궁전의 건축계획도

밴브르는 애초에 주위 경관을 고려하여 궁전을 짓고자 하였다고 한다. 전체 부지가 28,000 m²정도를 차지하고 있었으므로 그럴 필요성도 컸다.
기본적으로는 중앙 부분에 사각형의 광장 모양으로 틀을 잡고 남쪽 뒷부분에는 건물의 주요한 중심을 두도록 하였다. 동쪽에는 공작 부인과 공작의 개인 방을 만들도록 하고 서쪽에는 미술 작품을 정시하는 별채의 갤러리를 두도록 하였다. 동쪽에는 세탁소와 부엌으로 서쪽은 정원과 서재와 연결되어 있다.
18세기의 디자인 양식으로 하여 편리함을 중요하게 생각하였기에 건축에 있어서 웅장함은 가정의 편리함을 겸하여야만 하였다. 기념비적인 건축물을 세우기 위해 밴브르는 바로크 양식뿐만 아니라 건물의 석재를 다양하게 사용하는 법을 택하였다. 궁정의 인근에는 낮은 타워도 세웠다. 타워는 이집트의 고대 사원에서 영감을 받은 것이라고 전한다.

궁전으로는 크게 두 개의 메인 현관이 있다. 하나는 철문으로 중앙 거실에 바로 연결되는 것이며 다른 하나는 아름답지는 않지만 성곽으로 뻗어 있다. 궁전의 주축은 정원과 배치되지 않도록 배려하였다. 원래는 공작이 일을 보는 곳을 신경써서 가장 웅장하게 꾸몄다. 그 축을 세움으로서 공작은 자신의 위엄을 세우는 블레넘 궁 전체의 클라이막스로 세우도록 하였다. 그 위엄이란 승전보를 들고 왔던 그의 공에도 많은 연관이 되어 있었다. 궁전 내부의 기둥은 그가 거둔 승리를 묘사한 동상이나 기념비를 세움으로서 그 묘미를 부각하였다. 한편 정원에는 나무를 소대가 서 있는 형상으로 심음으로서 로마 기병처럼 보이도록 하였다.
건물 내부는 전체적으로 벽화 혹은 수많은 예술품이 그려져 있다. 천정의 경우 제임스 톤힐이 그린 것으로서 대리석으로된 문을 세워두고 있다. 정 가운에의 거실은 궁전 전체를 통틀어 가장 아름다우면서도 정교한 곳으로 꼽힌다.

## 내부
블레넘 궁의 내부는 오늘날에도 궁전 내부 장식의 대표격으로 불린다. 궁전 축을 크게 잡은 것은 공작이 머물던 거실로 이어지면서 점점 더 커지는 건물의 윤곽을 부각하는 역할도 한다. 블레넘 궁처럼 큰 저택의 경우 두 건물이 서로 마주보고 있는 형태를 선호한다. 이런 구도에서 가장 아름다운 중앙 부분은 공식적인 접대를 하고 손님을 맞아들여 만찬을 갖는 구실을 한다. 반면 양쪽으로 마주보고 있는 끝 부분의 건물은 사적인 공간으로 쓰인다.
중요한 곳은 길게 뻗은 도서관으로서 서적뿐만 아니라 수많은 작품을 전시하도록 하였다. 이곳은 공작 부부가 수집해온 미술 작품의 모든 것을 보여주는 곳으로서 공작 부인은 자신의 생애를 그대로 적은 문서를 이곳에 두기도 하였다. 그녀는 앤 여왕과의 친분을 과시하기도 하였다.
도서관의 북쪽으로 가면 파이프 오르간이 있으며 동족 부분의 건축 양식과 그대로 맞아 떨어진다. 기하학적으로 균형 감각을 유지하면서 균형을 이루고 있다. 동쪽 건물에 딸린 부엌도 인근하고 있지만 음식을 만드는 향취가 들어오지 못하게 하기 위해서 뜨거운 음식이 식을 수 있을 상황도 감수한 채 가장 멀리 떨어져 있다.

## 정원

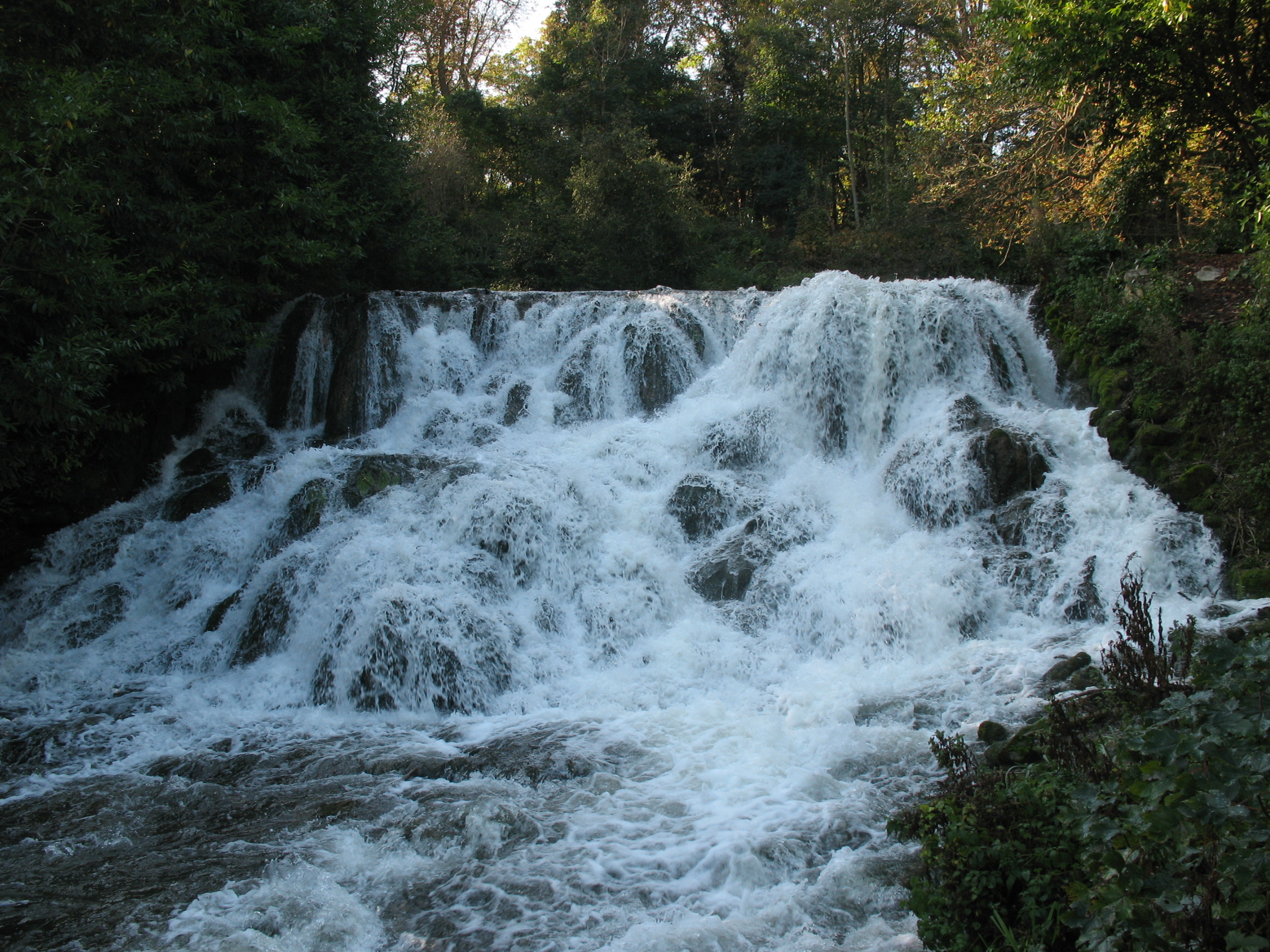
3단으로 된 궁전 내부의 강 모습

블레넘 궁의 중앙에는 커다란 정원이 위치하며 밴드르는 이 부지를 보자마자 정원으로 써야겠다는 생각을 했다고 한다. 인근에는 작은 폭포를 만들었는데 폭포는 3단계의 운하식으로 쭉 정원을 아우르고 있다.
이 강은 글림(Glyme) 강이라고 하며 인공 폭포를 이루도록 지어졌다. 정원을 아우르면서 밖으로 빠지도록 하며 밴드르는 이곳에 거대한 다리를 만들려고 하였다.
또다른 계획은 화단과 길을 골고루 배치하는 것으로서 물길을 따라 궁전의 남쪽 앞부분으로 1마일 정도 뻗게 하는 것이었다. 그러나 이 계획은 공작이 죽은 다음에 134피트의 길이로 완성되었다. 블레넘 전투 당시에는 군대가 머물기도 하였다.

## 오늘날
궁전은 오늘날까지 말보로의 공작 저택으로 쓰이고 있다. 현재는 11대 공작인 존 조지 반데빌트 스펜서 처칠 공작이 머물고 있다. 조상들이 그랬듯이 그 또한 처음의 존 처질 공작이 머물었던 곳에 가족들과 같이 머물고 있다.
블레넘 궁은 1년에 10개월 정도만 문을 열지만 정원의 경우에는 1년 내내 일반에 공개된다. 관광가이드가 직접 안내하는 관광은 매일 낮 10시 30분부터 이용이 가능하다. 블레넘의 물길에서 직접 채취하여 파는 생수도 있으며 인근의 농장을 빌려서 여행을 할 수도 있다.
블레넘 궁은 영화 촬영 장소로도 각광받는 곳으로 손꼽히며 여전히 영국 내의 상위 계층 인사들이 선호하는 곳으로 꼽힌다. 한편, 궁전은 1987년 유네스코 세계유산으로 등재되었다.